# Стрептоцеркоз
Стрептоцеркоз (Streptocercosis) — гельминтоз из группы филяриатозов, проявляется зудом и отёком пораженных тканей. По данным ВОЗ патология относится к группе забытых болезней.

## Этиопатотогенез
Возбудитель — нематода Dipetalonema streptocerca (Mansonella streptocerca) имеет длину тела до 25 мм. Микрофилярии напоминают клюшку: тело прямое, но конец изогнут. Паразит распространён в зоне тропических лесов от Ганы до Заира. Поражённость населения в эндемичных районах достигает 70-90%. Переносчиками служат мокрецы рода Culicoides. Источник инвазии — человек и человекообразные обезьяны.
Личинки паразитируют в коже, взрослые особи — в подкожной клетчатке. У больных наблюдаются зуд,  папулёзная сыпь,  дисхромии, часто наблюдается увеличение паховых лимфоузлов. Болезнь протекает бессимптомно.

## Диагностика
Диагноз ставят при обнаружении микрофилярий возбудителя в тонких срезах кожи. Дифференциальный диагноз проводят с онхоцеркозом.

## Лечение
Диэтилкарбамазин по 6 мг на кг в сутки внутрь в несколько приёмов в течение 21 дня.